# Chevy Chase Section Three (Maryland)
Chevy Chase Section Three es una villa ubicada en el condado de Montgomery en el estado estadounidense de Maryland. En el año 2010 tenía una población de 760 habitantes y una densidad poblacional de 2.533,33 personas por km².

## Geografía
Chevy Chase Section Three se encuentra ubicado en las coordenadas 38°58′45″N 77°4′23″O / 38.97917, -77.07306.

## Economía
Según la Oficina del Censo en 2000 los ingresos medios por hogar en la localidad eran de 150.000 dólares y los ingresos medios por familia eran 162.000 $. Los hombres tenían unos ingresos medios de más de 100.000 dólares frente a los 60.313 $ para las mujeres. La renta per cápita para la localidad era de 76.000 dólares. Alrededor del 1,3% de la población estaba por debajo del umbral de pobreza.